# Alphonse Pyramus de Candolle
Alphonse Pyramus de Candolle  (Parijs, 27 oktober 1806 – Genève, 4 april 1893) was een Zwitsers botanicus.

## Biografie

### Afkomst
Alphonse Pyramus de Candolle stamde uit een van de oude families uit de Provence, die in het midden van de 16e eeuw hun thuisland hadden verlaten onder druk van religieuze vervolging. Zijn vader was de bekende Zwitserse botanicus Augustin Pyramus de Candolle. In 1832 trouwde hij met Jeanne-Victoire-Laure Kunkler, een dochter van Jean-Jacques Kunkler.

### Botanicus
Hij studeerde eerst rechten aan de Universiteit van Genève en behaalde zijn doctorstitel in 1829. Daarna legde hij zich echter volledig toe op de biologie. Hij nam de leerstoel van zijn vader over aan de Universiteit van Genève en hij was gedurende twintig jaar professor botanica. Samen met zijn medewerkers zette hij ook de redactie voort van de Prodromus systematis naturalis regni vegetabilis, een werk dat zijn vader bij zijn dood in 1841 onvoltooid had achtergelaten. Verder onderzocht hij het nieuwe domein van de botanische aardrijkskunde. Hij publiceerde onder meer de werken Géographie botanique raisonnée (1855), Origine des plantes cultivées (1882-1886) en Histoire des sciences et des savants depuis deux siècles (1873).
Zijn zoon Anne Casimir Pyrame de Candolle werd ook botanicus.

### Politicus
Van 1842 tot 1848 en in 1862 was hij lid van de Grote Raad van Genève. Van 1842 tot 1845, in 1858 en van 1862 tot 1866 zetelde hij tevens in de gemeenteraad van Genève.

## Onderscheidingen
Hij ontving verschillende eerbewijzen en was lid van verschillende wetenschappelijke instellingen:
- officier van het Franse Legioen van Eer (1862)
- buitenlands lid van de Académie des Sciences (Institut de France)
- correspondent van de Engelse Royal Society

Hij ontving eredoctoraten van de universiteiten van Basel, Heidelberg, Cambridge en Oxford. Verder was hij voorzitter van de botanische congressen van Londen (1866) en Parijs (1867).

## Werken
- Monographie des campanulées (1830)
- Introduction à l'étude de la botanique (1834-1835)
- Géographie botanique raisonnée (1855)
- Lois de la nomenclature botanique (1867)
- Nouvelles remarques que la nomenclature (1883)
- Histoire des sciences et des savants depuis deux siècles (1873)
- Origine des plantes cultivées (1883)